# ۵۱۶ (قمری)
۵۱۶ (قمری)، پانصد و شانزدهمین سال در گاهشماری هجری قمری است. اول محرم این سال برابر با نوزدهم مارس سال ۱۱۲۲ میلادی است.